# 193P/LINEAR — NEAT
Комета LINEAR — NEAT 2 (193P/LINEAR — NEAT) — короткопериодическая комета из семейства Юпитера, которая впервые была обнаружена 17 августа 2001 года в рамках проекта по поиску околоземных астероидов LINEAR, и, первоначально, идентифицирована как небольшой астероид магнитудой 17,3 m. Кометная природа объекта была установлена несколько дней спустя группой астрономов, в составе Кеннета Лоуренса, Элеанор Хелин и S. H. Pravdo, работавших в рамках проекта NEAT. 21 августа, независимо от команды проекта LINEAR, они повторно открыли данный объект, который на этот раз проявлял явные признаки кометной активности. Они описали его как диффузный объект с центральной конденсацией в 6 " угловых секунд и коротким хвостом, длиною в 100 " угловых секунд. Комета обладает довольно коротким периодом обращения вокруг Солнца — чуть более 6,7 года.

Орбита кометы LINEAR — NEAT 2 и её положение в Солнечной системе

## Сближения с планетами
В течение XX и XXI века комета испытает три тесных сближения с Юпитером, два из которых ей ещё только предстоят.
- 0,73 а. е. от Юпитера 4 сентября 1944 года;
- 0,91 а. е. от Юпитера 8 мая 2051 года;
- 0,51 а. е. от Юпитера 3 декабря 2086 года.